# Kalná Roztoka
Kalná Roztoka (bis 1927 „Kalné“; ungarisch Kálnarosztoka) ist eine Gemeinde im Okres Snina (Prešovský kraj) im äußersten Osten der Slowakei mit 510 Einwohnern (Stand 31. Dezember 2024) in der traditionellen Landschaft Zemplín.

## Geographie
Die Gemeinde befindet sich im Südteil des Gebirges Bukovské vrchy im Quellbereich des Flüsschens Ublianka, nahe der Staatsgrenze zur Ukraine. Nördlich des Dorfes, nahe dem Hauptkamm des Gebirgsstocks Nastaz findet man den Buchenurwald Havešová, der 2007 ins UNESCO-Welterbe als Teil der transnationalen Welterbestätte „Buchenurwälder in den Karpaten“ aufgenommen worden ist. Das Ortszentrum liegt auf einer Höhe von 286 m n.m. und ist 16 Kilometer von Snina entfernt.
Nachbargemeinden sind Stakčínska Roztoka im Norden, Kolbasov im Nordosten, Klenová im Osten und Süden, Kolonica im Südwesten und Stakčín im Westen.

## Geschichte
Die heutige Gemeinde setzt sich aus Orten Kalná und Kalná Roztoka zusammen, die nach der Mitte des 19. Jahrhunderts fusionierten.
Kalná Roztoka wurde zum ersten Mal 1568 als Kalna Rostoka schriftlich erwähnt und gehörte zum Herrschaftsgut von Humenné, im 18. Jahrhundert war es Besitz der Familien Szirmay und Dernath. 1720 wohnten 13 Haushalte im Ort, 1787 hatte die Ortschaft 30 Häuser und 182 Einwohner, 1828 zählte man 30 Häuser und 237 Einwohner, die als Köhler und Waldarbeiter beschäftigt waren.
Kalná wurde zum ersten Mal 1554 als Kalna schriftlich erwähnt und gehörte ebenso wie Kalná Roztoka zum Herrschaftsgut von Humenné, im 18. Jahrhundert war das Dorf Besitz der Familie Szirmay. 1787 hatte die Ortschaft 53 Häuser und 392 Einwohner, 1828 zählte man 48 Häuser und 381 Einwohner.
Bis 1918 gehörte der im Komitat Semplin liegende Ort zum Königreich Ungarn und kam danach zur Tschechoslowakei beziehungsweise heute Slowakei. Infolge des Slowakisch-Ungarischen Krieges gehörte das Dorf 1939–1944 noch einmal zu Ungarn.

## Bevölkerung
| Jahr                | 1994 | 2004     | 2014    | 2024     |
| ------------------- | ---- | -------- | ------- | -------- |
| Anzahl der Personen | 694  | 604      | 570     | 510      |
| Unterschied         |      | −12,96 % | −5,62 % | −10,52 % |

| Jahr                | 2023 | 2024    |
| ------------------- | ---- | ------- |
| Anzahl der Personen | 516  | 510     |
| Unterschied         |      | −1,16 % |

Nach der Volkszählung 2011 wohnten in Kalná Roztoka 562 Einwohner, davon 292 Slowaken, 214 Russinen, 28 Roma, sechs Ukrainer und drei Tschechen. 19 Einwohner machte keine Angabe zur Ethnie.
356 Einwohner bekannten sich zur orthodoxen Kirche, 174 Einwohner zur griechisch-katholischen Kirche, 18 Einwohner zur römisch-katholischen Kirche sowie jeweils ein Einwohner zu den Zeugen Jehovas, zur Evangelischen Kirche A. B. und zur Pfingstbewegung. Zwei Einwohner waren konfessionslos und bei neun Einwohnern ist die Konfession nicht ermittelt.

## Bauwerke
- griechisch-katholische Holzkirche Johannes der Täufer aus dem Jahr 1750
- Holzglockenturm aus der zweiten Hälfte des 18. Jahrhunderts
- griechisch-katholische Kirche Basileus der Große aus dem Jahr 1820